# فرانک رابرت میلر
فرانک رابرت میلر (انگلیسی: Frank Robert Miller; ۳۰ آوریل ۱۹۰۸ – ۲۰ اکتبر ۱۹۹۷) فرمانده نظامی اهل کانادا بود. وی نخستین رئیس ستاد دفاع کانادا بود. او برندهٔ جوایزی همچون نشان امپراتوری بریتانیا شده‌است.
او یک خلبان کانادایی، آخرین رئیس کمیته ستاد کل در سال ۱۹۶۴، اولین رئیس ستاد دفاع از سال ۱۹۶۴ تا ۱۹۶۶ و معاون وزیر دفاع ملی بود. او در طول جنگ جهانی دوم، طیف وسیعی از مناصب آموزشی نیروی هوایی را بر عهده داشت.